# Гідрометалургійний завод Таматаве
Гідрометалургійний завод Таматаве – складова частина нікель-кобальтового проекту Амбатові, який реалізували в Мадагаскарі.
Завод почав роботу в 2012 році для переробки нікель-кобальтового концентрату, що надходить по пульпопроводу Амбатові – Таматаве. Для розкриття концентрату завод використовує сульфатну кислоту, яку виробляє сам за допомогою двох ліній продуктивністю по 2750 тонн на добу. Сировиною для отримання кислоти є імпортована сірка. Також завод споживає великі обсяги вапняку, який використовують в процесі вилучення домішок та для нейтралізації кислотних стоків.
Проектна потужність заводу становить 40 тисяч тонн нікелю, 4 тисячі тонн кобальту та 120 тисяч тонн сульфату амонію на рік. Сульфат аммонію є супутнім продуктом та використовується як азотне добриво. Іншим супутнім продуктом виступає сульфат цинку.
В 2017-му фактично виробили 35 тисяч тонн нікелю та 3 тисячі тонн кобальту (при цьому пульпопровід постачив 4,1 млн тонн концентрату), а в 2021-му отримали 29 тисяч тонн нікелю та 2 тисячі тонн кобальту. В 2022-му випуск нікелю знову зріс та досягнув 36 тисяч тонн.
Завод має власну власну електростанцію потужністю 135 МВт. 
В межах проекту модернізували порт Тоамасін, який отримав здатність обслуговувати судна дедвейтом до 50 тисяч тонн. При роботі майданчику на проектній потужності порт повинен забезпечити надходження 0,7 млн тонн сірки, 1,7 млн тонн вапняку та 0,43 млн тонн вугілля на рік. Також порт може приймати аміак (в 2021-му у технологічному процесі використали 29 тисяч тонн аміаку).
Проект реалізує Ambatovy Nickel Project JV, учасниками якої на момент запуску були канадська Sherrit International (40%), японська Sumitomo та корейська Korean Resources Corporation (по 27,5%), а також канадська інжинірингова компанія SNC Lavalin (5%). В 2015-му SNC Lavalin продала свою частку Sumitomo, а в 2017 – 2020 роках з проекту вийшла Sherrit International, після чого долі Sumitomo та Korean Resources Corporation стали дорівнювати 54,2% та 45,8% відповідно.